# Первомайск (Сахалинская область)
Первома́йск — село в Смирныховском городском округе Сахалинской области России.

## Этимология
Село названо в честь праздника 1 Мая.

## География
Село находится на берегу реки Мулейка, на расстоянии 60 км к северо-востоку от посёлка городского типа Смирных, административного центра округа.

## История
15 января 1954 года решением Сахалинского облисполкома село Муйка переименовано в Первомайское.

## Население
| 2002 | 2010  | 2013 | 2021 |
| ---- | ----- | ---- | ---- |
| 1469 | ↘1030 | ↘946 | ↘558 |

### Половой состав
Согласно результатам переписи 2002 года, в селе проживало 1469 человек (743 мужчины, 726 женщин).

### Национальный состав
Согласно результатам переписи 2002 года, в национальной структуре населения русские составляли 77 % из 1469 чел.

## Улицы
| - пер. Больничный, - ул. Гоголя, - ул. Железнодорожная, - ул. Заречная, - пер. Зональный, - ул. Кайдалова, | - ул. Набережная, - ул. Нагорная, - ул. Новая, - ул. Пушкина, - пер. Студенческий, - пер. Суворова, | - ул. Суворова, - ул. Чапаева, - ул. Чехова, - ул. Шевченко, - пер. Школьный, - ул. Юбилейная. |